# Ormes-et-Ville
Ormes-et-Ville ist eine französische Gemeinde mit 221 Einwohnern (Stand: 1. Januar 2022) im Département Meurthe-et-Moselle in der Region Grand Est (bis 2015 Lothringen). Sie gehört zum Arrondissement Nancy und zum Gemeindeverband Pays du Saintois.

## Geografie
Die Gemeinde Ormes-et-Ville liegt im Hügelland zwischen den Flüssen Mosel und Madon, etwa 23 Kilometer südlich von Nancy. Der Madon bildet die westliche Gemeindegrenze. Umgeben wird Ormes-et-Ville von den Nachbargemeinden Lemainville im Norden, Benney im Nordosten, Saint-Remimont im Osten, Crantenoy im Südosten, Haroué im Süden und Gerbécourt-et-Haplemont im Westen. Die Gemeinde besteht aus dem größeren Dorf Ormes mit Rathaus und Kirche und dem kleineren Dorf Ville sur Madon.

## Geschichte
Zwischen 1790 und 1794 waren Ormes und Ville zwei getrennte Gemeinden. 1971 wurde Ormes-et-Ville ein Teil der Gemeinde Les Mesnils-sur-Madon (heute: Crantenoy) und 1987 wieder selbständig.

### Bevölkerungsentwicklung
| Jahr      | 1962 | 1968 | 1990 | 1999 | 2011 | 2021 |
| Einwohner | 136  | 105  | 158  | 177  | 244  | 220  |

Im Jahr 1846 wurde mit 475 Bewohnern die bisher höchste Einwohnerzahl ermittelt. Die Zahlen basieren auf den Daten von cassini.ehess und INSEE.

## Sehenswürdigkeiten
- Kirche Saint-Remy aus dem 15. Jahrhundert mit romanischem Turm (ehemaliger Bergfried einer Burg) und gotischem Portal
- Lavoir

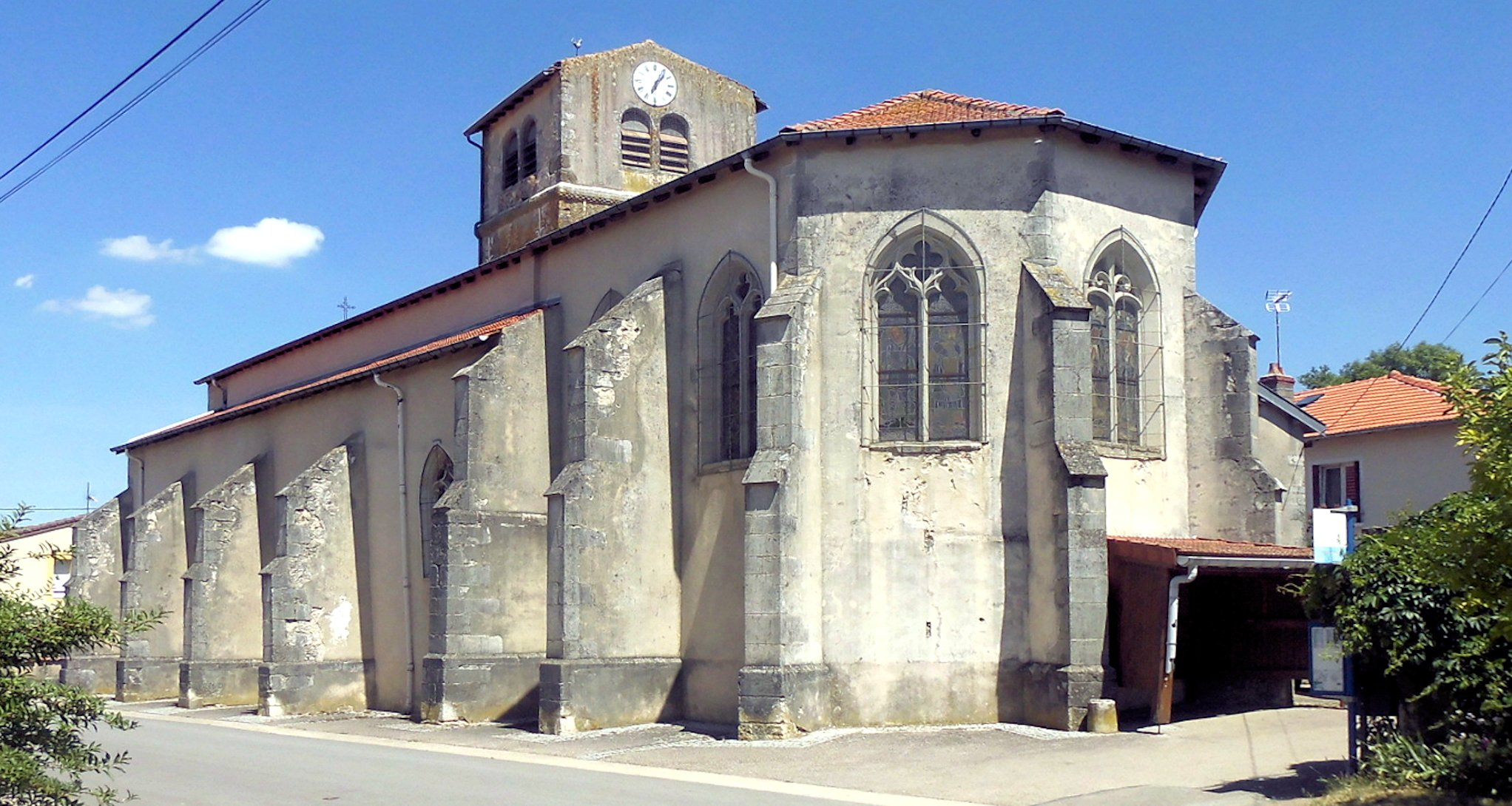
Kirche Saint-Remy
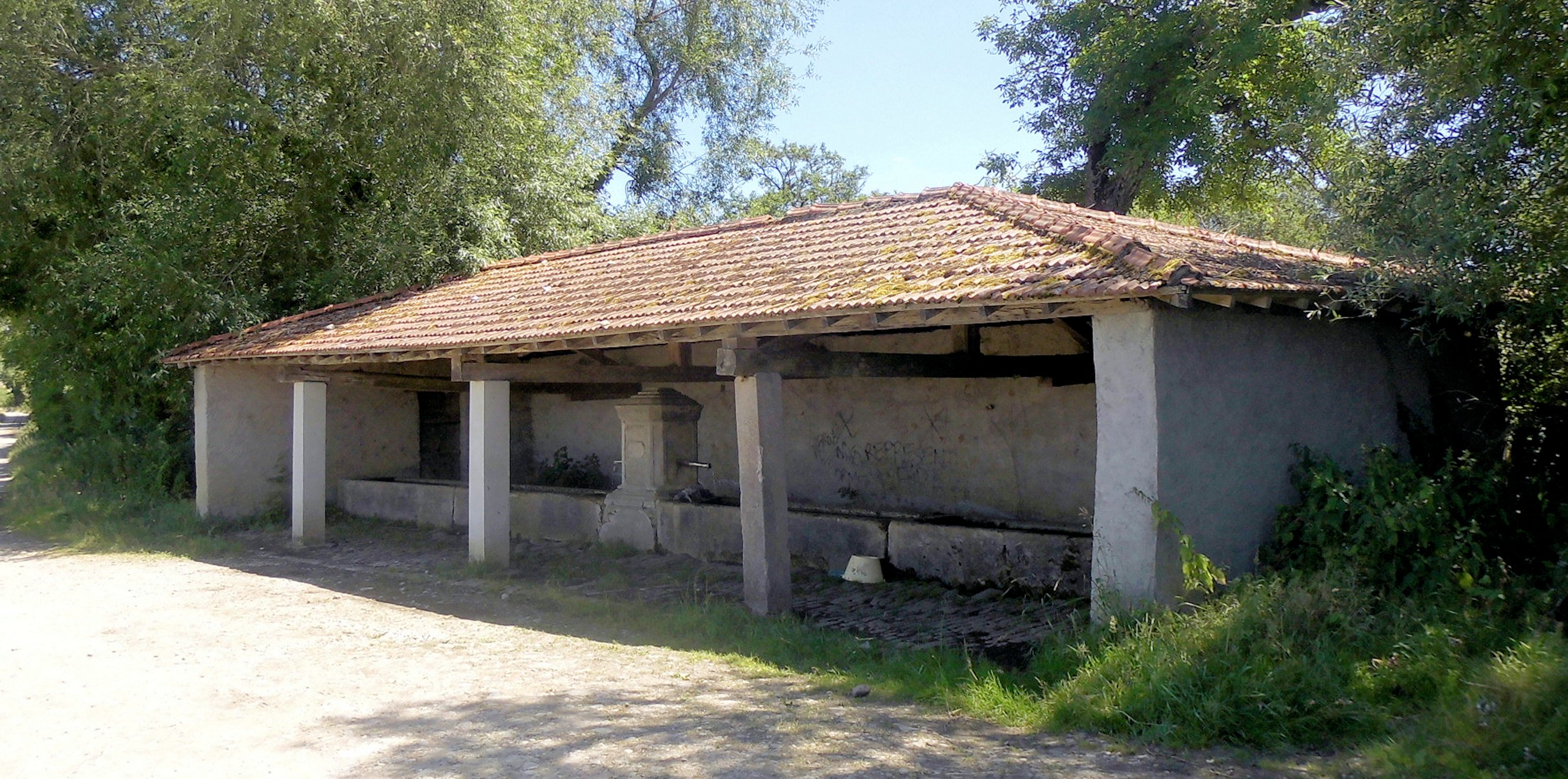
Lavoir

## Wirtschaft und Infrastruktur
In der Gemeinde Ormes-et-Ville sind fünf Landwirtschaftsbetriebe ansässig (Getreideanbau, Viehzucht).
Am Ostrand der Gemeinde verläuft die autobahnartig ausgebaute RN 57. Der Bahnhof in der sieben Kilometer entfernten Gemeinde Ceintrey liegt an der Bahnlinie von Nancy nach Vittel.

## Belege
1. ↑  Ortsname auf cassini.ehess.fr (französisch)
2. ↑  Ormes-et-Ville auf cassini.ehess
3. ↑  Ormes-et-Ville auf INSEE
4. ↑  Landwirtschaftsbetriebe auf annuaire-mairie.fr (französisch)